# Wageningen

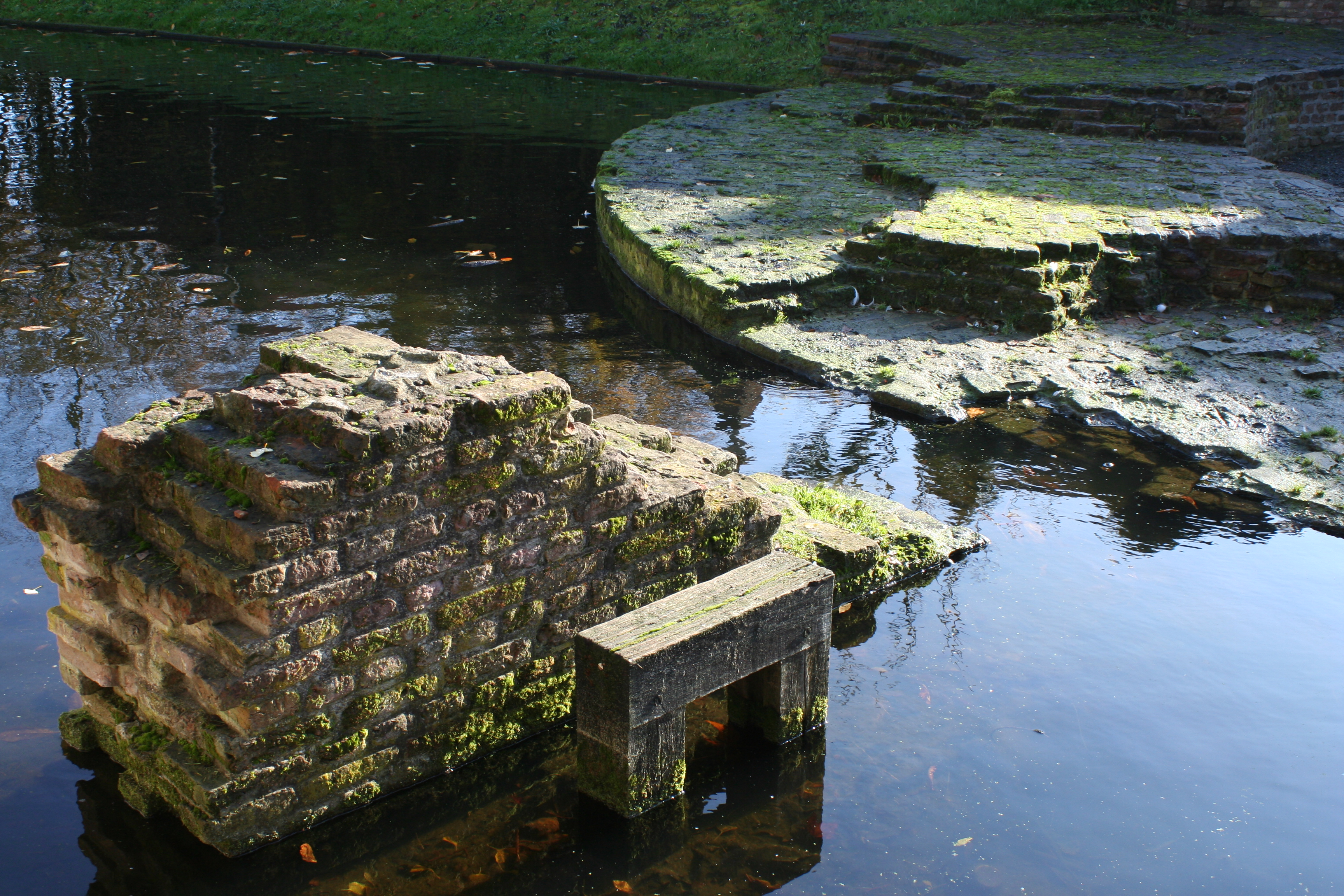
Ruiner i gamla Wegeningen.

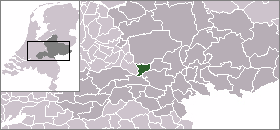
Wageningens läge

Wageningen är en kommun i provinsen Gelderland i Nederländerna. Kommunens totala area är 32,35 km² (där 1,82 km² är vatten) och invånarantalet är på 34 855 invånare (2005).
Wageneingen är kanske främst känt för sitt universitet, vilket anses som ett av de främsta inom "life sciences" i Europa.